# Wygoniczi
Wygoniczi (ros. Вы́гоничи, biał. Вы́ганічы) – osiedle typu miejskiego w obwodzie briańskim w Federacji Rosyjskiej, ośrodek administracyjny rejonu wygonickiego.
Miejscowość położona jest na prawym brzegu Desny, 28 km na południowy zachód od Briańska.

## Historia
Miejscowość powstała w 1887 roku jako osada przy stacji kolejowej Wygoniczi na trasie Briańsk–Homel w powiecie trubczewskim guberni orłowskiej. Stacja otrzymała swą nazwę od starej wsi Wygoniczi, oddalonej od tego miejsca o cztery kilometry. W 1922 roku miejscowość stała się ośrodkiem administracyjnym wołostu wygonickiego, a od 1929 roku jest, z przerwami, ośrodkiem administracyjnym rejonu.
W 1960 roku miejscowość otrzymała status osiedla typu miejskiego. W latach 60. w granicach miejscowości znalazły się takie punkty osadnicze jak Kozłowka, Kożanowka, Oriechowiczi, Rynok, Usowje, Czertowiczi.

## Gospodarka
W miejscowości działa fabryka asfaltu i betonu, mleczarnia, zakłady mięsne, fabryka „Płastik” (m.in. wyroby PCV, rury, zabawki), przedsiębiorstwo gospodarki leśnej.

## Demografia
W 1968 roku miejscowość liczyła 3,9 tys. mieszkańców. W 2010 roku liczba mieszkańców wyniosła 4 945.
Według badań prowadzonych na początku XX wieku przez Jefima Karskiego na wschód od Wygonicz przebiegała granica między dialektami języka białoruskiego i rosyjskiego.